# Энцефаляртос Альтенштейна
Энцефаляртос Альтенштейна (лат. Encephalartos altensteinii) — вечнозелёное древовидное растение рода Энцефаляртос (Encephalartos). Видовое название дано в честь Карла Альтенштайна (1770—1840), прусского государственного деятеля и мецената науки 19-го века.
Ствол 5 м высотой, 25-35 см диаметром. Листья длиной 100-200 см, от светло- или ярко-зелёных до тёмно-зелёных, очень глянцевые, хребет зелёный, прямой, жёсткий; черенок прямой, без колючек. Листовые фрагменты ланцетные или яйцевидные; средние - длиной 15 см, шириной 25 мм. Пыльцевые шишки 1-5, узкояйцевидные, жёлтые, длиной 40-50 см, 12-15 см диаметром. Семенные шишки 1-5, яйцевидные, жёлтые, длиной 40-55 см, 25-30 см диаметром. Семена продолговатые, длиной 35-40 мм, шириной 20-25 мм, саркотеста красная.
Это распространённый вид в прибрежных районах Восточно-Капской провинции, ЮАР. Растёт на высотах от уровня моря до 600 м. Этот вид встречается в прибрежном местах, начиная от открытых кустарников или лугов и крутых каменистых склонов в закрытых вечнозелёных лесах в долинах. Растения часто встречаются по берегам рек.
Разрушение среды обитания является серьёзной проблемой в прибрежных местах обитания. Сбор коллекционерами также является серьёзной проблемой, особенно в сельских районах. Кору собирают для традиционного использования в медицинских целях. Вид сохраняется в нескольких природоохранных территориях, в том числе в заповедниках англ. Waters Meeting, Kap River, Dwesa и Umtiza State Forest.